# Felix Weinberg
Pour les articles homonymes, voir Weinberg.
Felix Jiri Weinberg (2 avril 1928 - 5 décembre 2012) est un physicien tchèque. Il fut professeur émérite de Combustion Physics et Distinguished Research Fellow au Imperial College de Londres.

## Biographie
Felix Weinberg est né à Ústí nad Labem en Tchécoslovaquie, actuellement en République tchèque, fils de Victor Weinberg et de Nellie Marie Altschul. 
Durant la Seconde Guerre mondiale, adolescent d'origine juive, il passe plusieurs années dans les camps de concentration de Auschwitz, Buchenwald et d'autres. Après la guerre, il s'installe en Grande-Bretagne. Il étudie à l'Université de Londres. En 1951, il est admis à l'Imperial College de Londres en tant qu'assistant, et en 1954 il obtient le titre de docteur pour avoir développé de nouvelles méthodes optiques pour l'analyse de la structure des flammes. 
En 1967, il devient professeur de physique à l'Imperial College de Londres.
L'histoire de ses années d'enfance et de sa vie dans les camps de concentration nazis a été publiée sous le titre Boy 30529: A Memoir en 2013, peu de temps après sa mort.